# Hammer Hill, Kanada
Hammer Hill är en kulle i Kanada.   Den ligger i provinsen Alberta, i den centrala delen av landet, 2 800 km väster om huvudstaden Ottawa. Toppen på Hammer Hill är 1 009 meter över havet, eller 67 meter över den omgivande terrängen. Bredden vid basen är 1,5 km.
Terrängen runt Hammer Hill är huvudsakligen platt. Hammer Hill är den högsta punkten i trakten. Trakten runt Hammer Hill är nära nog obefolkad, med mindre än två invånare per kvadratkilometer.. Närmaste större samhälle är Gleichen, 11,5 km sydost om Hammer Hill.
Trakten runt Hammer Hill består till största delen av jordbruksmark.